# 宇宙2175号
宇宙2175号(俄语：Космос-2175)是俄罗斯一颗琥珀-4K2型照相侦察卫星，为俄联邦在苏联解体后发射的第一颗卫星。它于1992年1月21日由一枚联盟-U运载火箭从普列谢茨克航天发射场发射升空。
该卫星是第63颗琥珀-4K2型卫星，琥珀-4K2型卫星也被命名为“钴”(Kobalt)。宇宙2175号在成功完成任务后于1992年3月20日脱离轨道，并在重返大气层后被回收。在此之前，两只装有胶卷的太空舱已先返回。